# Gunnar Grandell

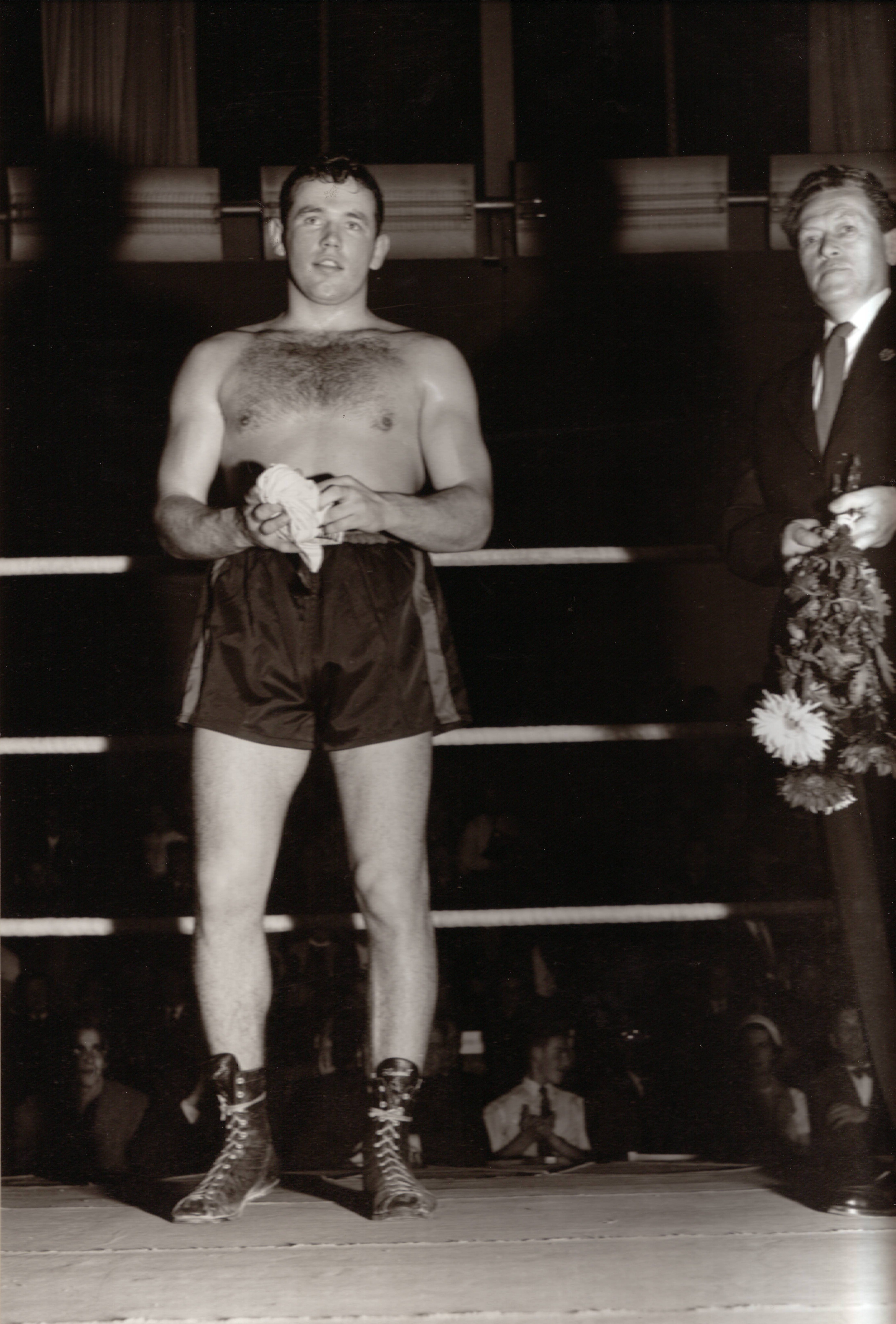
Gunnar Grandell med Ingemar Johansson, 1956.

Gunnar Grandell var en framgångsrik amatörboxare i Sverige på 1920-talet och han deltog i ett flertal landskamper. 
Han fick som 16-åring lördagsledigt från sitt jobb för att delta vid SM-premiären 1920 i Stockholm. Där boxades han för VSK och det slutade med silver i bantamklassen. 
Grandell är även en av grundarna till BK Rapid. Han var under flera år verksam som både tränare och ordförande i klubben.